# Le Thuit
Cet article possède un paronyme, voir Le Thil.
Pour les articles homonymes, voir Thuit.
Le Thuit est une commune française située dans le département de l'Eure, en région Normandie.

## Géographie

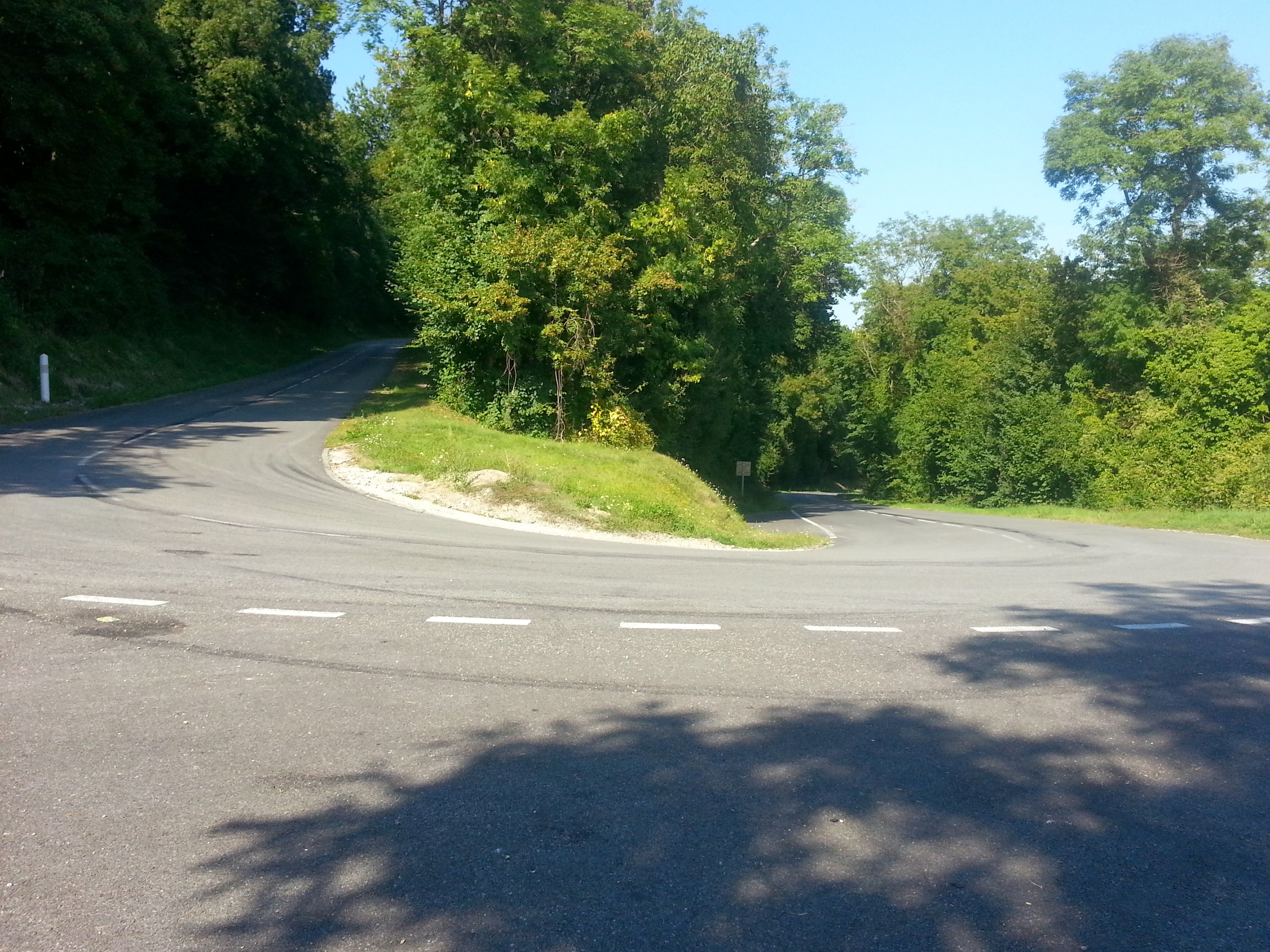
Le Thuit se trouve à une altitude de 143 m.

### Localisation
| Cuverville  | Cuverville                                         | Les Andelys |
| La Roquette | Thuit                                              | Les Andelys |
|             | Les Trois Lacs (comm. dél. de Bernières-sur-Seine) |             |

### Hydrographie
La commune est située dans le bassin Seine-Normandie. Elle est drainée par la Seine et le fossé 01 de la commune du Thuit,,.
La Seine, qui prend sa source à Source-Seine, en Côte-d'Or, sur le plateau de Langres, traverse le département avec de larges méandres dans sa partie nord-est et se jette dans la Manche entre Le Havre et Honfleur. 

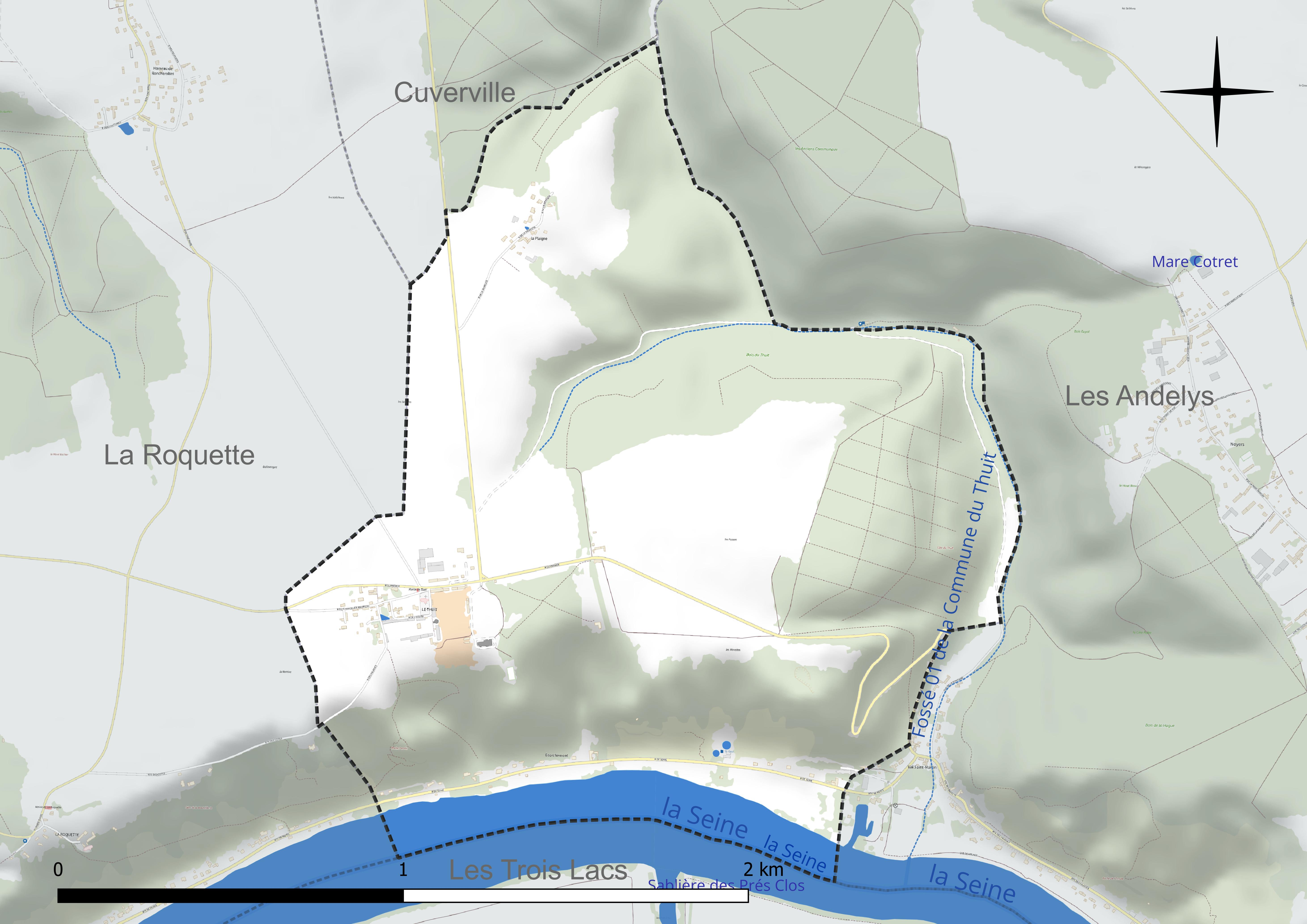
Réseau hydrographique du Thuit.

### Climat
Pour des articles plus généraux, voir Climat de la Normandie et Climat de l'Eure.
En 2010, le climat de la commune est de type climat océanique dégradé des plaines du Centre et du Nord, selon une étude du CNRS s'appuyant sur une série de données couvrant la période 1971-2000. En 2020, Météo-France publie une typologie des climats de la France métropolitaine dans laquelle la commune est exposée à un climat océanique et est dans la région climatique  Côtes de la Manche orientale, caractérisée par un faible ensoleillement (1 550 h/an) ; forte humidité de l’air (plus de 20 h/jour avec humidité relative > 80 % en hiver), vents forts fréquents. Parallèlement le GIEC normand, un groupe régional d’experts sur le climat, différencie quant à lui, dans une étude de 2020, trois grands types de climats pour la région Normandie, nuancés à une échelle plus fine par les facteurs géographiques locaux. La commune est, selon ce zonage, exposée à un « climat des plateaux abrités », correspondant aux plaines agricoles de l’Eure, avec une pluviométrie beaucoup plus faible que dans la plaine de Caen en raison du double effet d’abri provoqué par les collines du Bocage normand et par celles qui s’étendent sur un axe du Pays d'Auge au Perche.
Pour la période 1971-2000, la température annuelle moyenne est de 10,4 °C, avec  une amplitude thermique annuelle de 13,8 °C. Le cumul annuel moyen de précipitations est de 740 mm, avec 11,7 jours de précipitations en janvier et 8,2 jours en juillet. Pour la période 1991-2020, la température moyenne annuelle observée sur la station météorologique la plus proche, située sur la commune de Muids à 6 km à vol d'oiseau, est de 12,0 °C et le cumul annuel moyen de précipitations est de 609,1 mm,. Pour l'avenir, les paramètres climatiques de la commune estimés pour 2050 selon différents scénarios d’émission de gaz à effet de serre sont consultables sur un site dédié publié par Météo-France en novembre 2022.

## Urbanisme

### Typologie
Au 1er janvier 2024, Le Thuit est catégorisée commune rurale à habitat dispersé, selon la nouvelle grille communale de densité à 7 niveaux définie par l'Insee en 2022.
Elle est située hors unité urbaine. Par ailleurs la commune fait partie de l'aire d'attraction des Andelys, dont elle est une commune de la couronne,. Cette aire, qui regroupe 7 communes, est catégorisée dans les aires de moins de 50 000 habitants,.

### Occupation des sols
L'occupation des sols de la commune, telle qu'elle ressort de la base de données européenne d’occupation biophysique des sols Corine Land Cover (CLC), est marquée par l'importance des forêts et milieux semi-naturels (49,9 % en 2018), une proportion identique à celle de 1990 (49,9 %). La répartition détaillée en 2018 est la suivante : 
forêts (49,9 %), terres arables (38,7 %), zones agricoles hétérogènes (6,3 %), eaux continentales (5,2 %). L'évolution de l’occupation des sols de la commune et de ses infrastructures peut être observée sur les différentes représentations cartographiques du territoire : la carte de Cassini (XVIIIe siècle), la carte d'état-major (1820-1866) et les cartes ou photos aériennes de l'IGN pour la période actuelle (1950 à aujourd'hui).

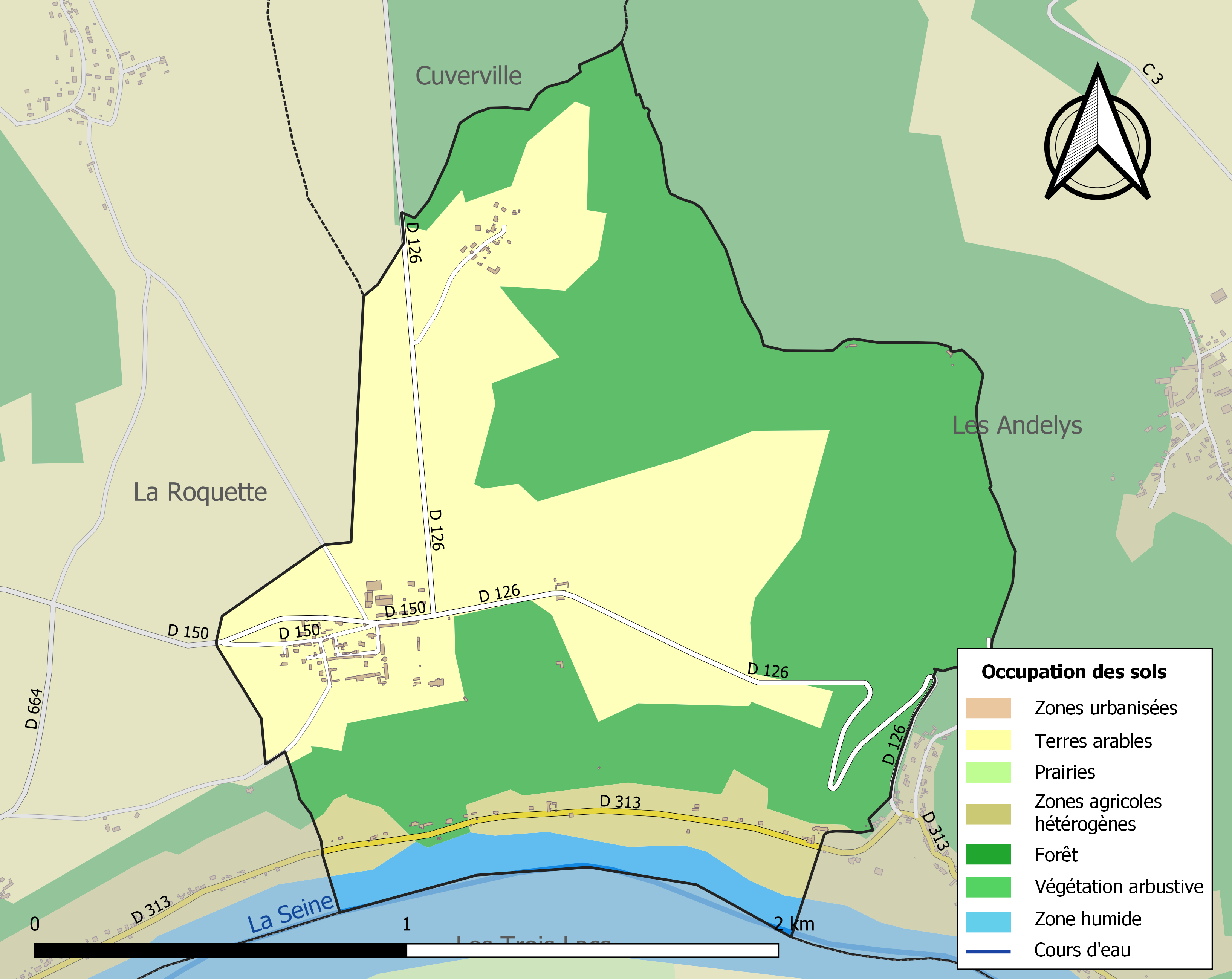
Carte des infrastructures et de l'occupation des sols de la commune en 2018 (CLC).

## Toponymie
Le nom de la localité est attesté sous les formes Tuit en 1224 (cartulaire de Saint-Taurin), Thuit en 1409, Thuit la Fontaine en 1409 (comptes de l’archevêché de Rouen), Saint Martin de la Fontaine en 1574 (archives de la tour de Vernon), Le Thuyet en 1615 (archives du Vaudreuil), La Fontaine du Tuit en 1738, Tuit-la-Fontaine en 1863 (Brossard de Ruville).
Thuit est un appellatif toponymique normand issu vieux norrois thveit signifiant « essart » (terrain défriché).

## Histoire
La ligne de chemin de fer de Saint-Pierre-du-Vauvray aux Andelys passait par la gare de la Vacherie, hameau.

## Politique et administration
| Période                                  | Période  | Identité       | Étiquette | Qualité                            |
| ---------------------------------------- | -------- | -------------- | --------- | ---------------------------------- |
| 1936                                     |          | M. Lanquest    |           |                                    |
| Les données manquantes sont à compléter. |          |                |           |                                    |
| 1972                                     | 2001     | Alain Pluchet  | RPR       | Agriculteur - Sénateur (1983-1998) |
| mars 2001                                | 2014     | Éric Lanquest  |           |                                    |
| mars 2014                                | En cours | Jérôme Pluchet | DVD       | Agriculteur                        |

## Démographie
| 1793 | 1800 | 1806 | 1821 | 1831 | 1836 | 1841 | 1846 | 1851 |
| ---- | ---- | ---- | ---- | ---- | ---- | ---- | ---- | ---- |
| 182  | 168  | 184  | 159  | 180  | 166  | 150  | 177  | 154  |

| 1856 | 1861 | 1866 | 1872 | 1876 | 1881 | 1886 | 1891 | 1896 |
| ---- | ---- | ---- | ---- | ---- | ---- | ---- | ---- | ---- |
| 142  | 145  | 112  | 105  | 104  | 94   | 108  | 106  | 110  |

| 1901 | 1906 | 1911 | 1921 | 1926 | 1931 | 1936 | 1946 | 1954 |
| ---- | ---- | ---- | ---- | ---- | ---- | ---- | ---- | ---- |
| 82   | 112  | 99   | 95   | 94   | 80   | 88   | 84   | 102  |

| 1962 | 1968 | 1975 | 1982 | 1990 | 1999 | 2005 | 2006 | 2010 |
| ---- | ---- | ---- | ---- | ---- | ---- | ---- | ---- | ---- |
| 89   | 101  | 91   | 84   | 81   | 101  | 117  | 122  | 135  |

| 2015 | 2020 | 2022 | - | - | - | - | - | - |
| ---- | ---- | ---- | - | - | - | - | - | - |
| 147  | 141  | 143  | - | - | - | - | - | - |

## Culture locale et patrimoine

### Lieux et monuments

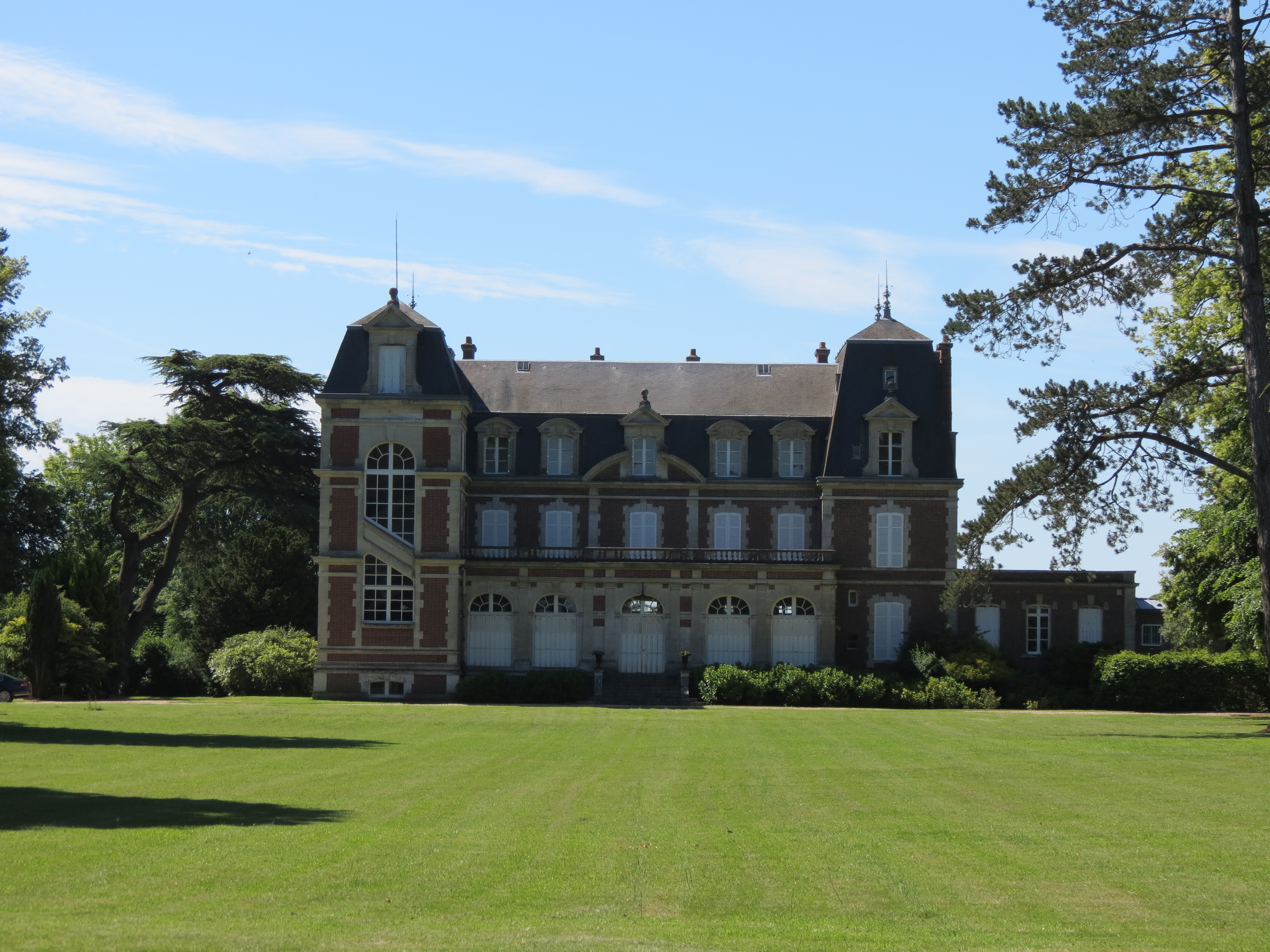
Le château.

- Le château du Thuit du XIXe siècle[24],[25]. Construit en 1850 par le grand-père de Georges Guynemer, il est racheté en 1934 et se trouve en lente rénovation depuis. L'oncle de Guynemer[26] a été sous-préfet à Louviers sous Napoléon III.
- Église Saint-Martin[27]. René-Nicolas de Maupeou parraine une des cloches qui, en 1811, est transférée à l'église Saint-Sauveur du Petit-Andely. Une des baies vitraillées représente Georges Guynemer.
- Grotte de la Roche percée[28].

### Patrimoine naturel

#### Site classé
- La boucle de la Seine dite de Château-Gaillard,  Site classé (2006)[29],[30].

### Personnalités liées à la commune
- Le chancelier René Nicolas de Maupeou (1714-1792) y a vécu et y est enterré.
- François-Nicolas-Henri Racine de Monville (1734-1797), seigneur de Thuit.
- L'aviateur Georges Guynemer (1894-1917), baptisé à l'église locale, a vécu au château jusqu'en 1902.
- Le spéléologue Auguste Monton (1875-1942) y a topographié la grotte de la Roche Percée.